# Lee Chun-soo
Dans ce nom coréen, le nom de famille, Lee, précède le nom personnel.
Lee Chun-soo, né le 9 juillet 1981 à Incheon, est un footballeur sud-coréen. Il joue au poste d'attaquant avec l'équipe de Corée du Sud et le club d'Incheon United. 
Il débute avec la sélection coréenne le 5 avril 2000 à l'occasion d'un match contre l'équipe du Laos. Il a participé à la coupe du monde de football 2002 puis à la coupe du monde 2006. Il a également participé et aux Jeux olympiques d'été de 2004.

## Palmarès
- 83 sélections et 10 buts en équipe nationale entre 2000 et 2008